# ألان لورانس (سياسي)
ألان لورانس هو محامي وسياسي كندي، ولد في 8 نوفمبر 1925 في تورونتو في كندا، وتوفي في 6 سبتمبر 2008. حزبياً، نشط في حزب أونتاريو المحافظ التقدمي والحزب الكندي التقدمي المحافظ. وقد انتخب عضو برلمان مقاطعة أونتاريو وانتخب عضو مجلس العموم الكندي.